# The Honeydrippers
The Honeydrippers waren eine britische Supergroup in den 1980er Jahren.

## Geschichte
The Honeydrippers war eine Rock-’n’-Roll-Band der 1980er Jahre, die ihren Namen von Roosevelt Sykes ableiteten, einem amerikanischen Blues-Sänger, der auch als „Honeydripper“ bekannt ist. Robert Plant, der frühere Leadsänger von Led Zeppelin, gründete die Gruppe 1981, um sein langjähriges Ziel zu erreichen, eine Rockband mit einer starken Rhythm & Bluesbasis zu haben. Die ursprünglich in Worcestershire gegründete Band bestand auch aus dem ehemaligen Led-Zeppelin-Gitarristen Jimmy Page, Jeff Beck (wie Page ein ehemaliges Yardbirds-Mitglied); und anderen Freunden und bekannten Studiomusikern. Die Band veröffentlichte am 12. November 1984 nur eine Aufnahme, eine EP mit dem Titel The Honeydrippers: Volume One
Eine Singleauskopplung aus dem Album war Sea of Love, ein Remake eines Songs von Phil Phillips aus dem Jahr 1959. Der Song erreichte 1984 Platz 3 der US-amerikanischen Charts. Die EP wurde mit Platin ausgezeichnet – es gab jedoch keine weiteren Veröffentlichungen dieser Gruppe.

## Mitglieder
Originalbesetzung (1981)
- Robert Plant – Gesang
- Andy Silvester – Gitarre
- Kevin O’Neill – Schlagzeug
- Ricky Cool – Mundharmonika
- Jim Hickman – Bass
- Keith Evans – Saxophon
- Wayne Terry – Bass
- Robbie Blunt – Gitarre

The Honeydrippers: Volume One Besetzung (1984)
- Robert Plant – Gesang
- Jimmy Page – Gitarre
- Jeff Beck – Gitarre
- Paul Shaffer – Keyboard
- Nile Rodgers – Gitarre, Co-Produzent
- Wayne Pedzwater – Bass
- Dave Weckl – Schlagzeug
- Brian Setzer – Gitarre (Gastauftritt)
- Keith „Bev“ Smith – Schlagzeug

## Diskografie

### EPs
| Jahr | Titel                         | Höchstplatzierung, Gesamtwochen, AuszeichnungChartplatzierungen (Jahr, Titel, Platzierungen, Wochen, Auszeichnungen, Anmerkungen) | Höchstplatzierung, Gesamtwochen, AuszeichnungChartplatzierungen (Jahr, Titel, Platzierungen, Wochen, Auszeichnungen, Anmerkungen) | Höchstplatzierung, Gesamtwochen, AuszeichnungChartplatzierungen (Jahr, Titel, Platzierungen, Wochen, Auszeichnungen, Anmerkungen) | Höchstplatzierung, Gesamtwochen, AuszeichnungChartplatzierungen (Jahr, Titel, Platzierungen, Wochen, Auszeichnungen, Anmerkungen) | Höchstplatzierung, Gesamtwochen, AuszeichnungChartplatzierungen (Jahr, Titel, Platzierungen, Wochen, Auszeichnungen, Anmerkungen) | Anmerkungen                              |
| Jahr | Titel                         | DE | AT | CH | UK | US | Anmerkungen                              |
| ---- | ----------------------------- | --- | --- | --- | --- | --- | ---------------------------------------- |
| 1984 | The Honeydrippers: Volume One | DE40 (8 Wo.)DE | — | — | UK56 (10 Wo.)UK | US4 Platin · (31 Wo.)US | Erstveröffentlichung: 24. September 1984 |

### Singles
| Jahr | Titel Album                                       | Höchstplatzierung, Gesamtwochen, AuszeichnungChartplatzierungen (Jahr, Titel, Album, Platzierungen, Wochen, Auszeichnungen, Anmerkungen) | Höchstplatzierung, Gesamtwochen, AuszeichnungChartplatzierungen (Jahr, Titel, Album, Platzierungen, Wochen, Auszeichnungen, Anmerkungen) | Höchstplatzierung, Gesamtwochen, AuszeichnungChartplatzierungen (Jahr, Titel, Album, Platzierungen, Wochen, Auszeichnungen, Anmerkungen) | Höchstplatzierung, Gesamtwochen, AuszeichnungChartplatzierungen (Jahr, Titel, Album, Platzierungen, Wochen, Auszeichnungen, Anmerkungen) | Höchstplatzierung, Gesamtwochen, AuszeichnungChartplatzierungen (Jahr, Titel, Album, Platzierungen, Wochen, Auszeichnungen, Anmerkungen) | Anmerkungen                          |
| Jahr | Titel Album                                       | DE | AT | CH | UK | US | Anmerkungen                          |
| ---- | ------------------------------------------------- | --- | --- | --- | --- | --- | ------------------------------------ |
| 1984 | Sea Of Love The Honeydrippers: Volume One         | DE48 (8 Wo.)DE | — | CH25 (5 Wo.)CH | UK56 (4 Wo.)UK | US3 (20 Wo.)US | Erstveröffentlichung: September 1984 |
| 1984 | Rockin’ at Midnight The Honeydrippers: Volume One | — | — | — | — | US25 (11 Wo.)US | Erstveröffentlichung: Dezember 1984  |